# Allysa Seely
Allysa Seely (Phoenix; 1 de abril de 1989) é um triatleta esportivo americano com deficiência, bicampeão mundial em TP2 Paratriatlo (2016, 2017) e bicampeão paralímpico nos jogos do Rio em 2016 e nos jogos de Tóquio em 2021.

## Biografia

### Prêmios
A tabela mostra os resultados mais expressivos (pódio) obtidos no circuito internacional de Paratriatlo desde 2012.
| Ano  | Paratriatlo                            | País           | Posição           | Tempo           |
| ---- | -------------------------------------- | -------------- | ----------------- | --------------- |
| 2021 | Jogos Paraolímpicos de Tóquio PTS2     | Japão          | Medalha de ouro   | 1 h 14 min 3 s  |
| 2017 | Campeonato Mundial de Paratriatlo PTS2 | Países Baixos  | Medalha de prata  | 1 h 24 min 50 s |
| 2017 | ITU Series TPS2 - Palco Yokohama       | Japão          | Medalha de ouro   | 1 h 21 min 1 s  |
| 2017 | ITU Series TPS2 - Gold Coast Stage     | Estados Unidos | Medalha de ouro   | 1 h 26 min 35 s |
| 2016 | Jogos Paraolímpicos do Rio PT2         | Brasil         | Medalha de ouro   | 1 h 22 min 55 s |
| 2016 | Campeonato Mundial de Paratriatlo PT2  | Países Baixos  | Medalha de ouro   | 1 h 23 min 46 s |
| 2016 | ITU Series PT2 - estágio Yokohama      | Japão          | Medalha de ouro   | 1 h 23 min 49 s |
| 2015 | ITU Series PT2 - Palco Edmonton        | Canadá         | Medalha de ouro   | 1 h 30 min 33 s |
| 2015 | Campeonato Mundial de Paratriatlo PT2  | Estados Unidos | Medalha de ouro   | 1 h 25 min 3 s  |
| 2014 | ITU Series PT3 - estágio Chicago       | Estados Unidos | Medalha de ouro   | 1 h 30 min 38 s |
| 2014 | ITU Series PT3 - estágio Magog         | Canadá         | Medalha de ouro   | 1 h 29 min 41 s |
| 2012 | Campeonato Mundial de Paratriatlo TR5  | Nova Zelândia  | Medalha de bronze | 1 h 17 min 43 s |

## Conquistas de atletismo
- Jogos Paraolímpicos de verão de 2016 no Rio de Janeiro,  Brasil
  - 6 T36 de 200 metros em 32 min 40 s